# Hipótese lexical
A hipótese lexical (também conhecida como a hipótese lexical fundamental, abordagem lexical, ou hipótese de sedimentação) é uma tese, corrente principalmente na psicologia da personalidade inicial, e subsequentemente absorvida por muitos esforços posteriores nesse subcampo. Apesar de alguma variação em sua definição e aplicação, a hipótese é geralmente definida por dois postulados. O primeiro afirma que as características de personalidade que são importantes para um grupo de pessoas acabarão se tornando parte da linguagem desse grupo. A segunda decorre da primeira, afirmando que as características de personalidade mais importantes são mais propensas a serem codificadas na linguagem como uma única palavra. Com origens no final do século 19, o uso da hipótese lexical começou a florescer na psicologia inglesa e alemã no início do século 20. A hipótese lexical é uma base importante dos cinco grandes traços de personalidade, do modelo HEXACO de estrutura de personalidade e do Questionário 16PF e tem sido usada para estudar a estrutura dos traços de personalidade em vários ambientes culturais e linguísticos.

## História

### Estimativas iniciais

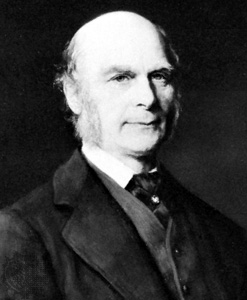
Sir Francis Galton

Sir Francis Galton foi um dos primeiros cientistas a aplicar a hipótese lexical ao estudo da personalidade.
Apesar das primeiras tentativas de Galton no estudo lexical da personalidade, mais de duas décadas se passaram antes que os estudiosos da língua inglesa continuassem seu trabalho. Um estudo de 1910 de GE Partridge listou aproximadamente 750 adjetivos em inglês usados para descrever estados mentais, enquanto um estudo de 1926 do Webster's New International Dictionary por ML Perkins forneceu uma estimativa de 3.000 desses termos. Essas primeiras explorações e estimativas não se limitaram ao mundo da língua inglesa, com o filósofo e psicólogo Ludwig Klages afirmando em 1929 que a língua alemã contém aproximadamente 4.000 palavras para descrever estados mentais internos.

### Estudos psicoléxicos

#### Allport & Odbert

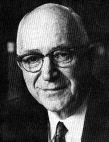
Gordon Allport

Quase meio século depois de Galton ter investigado pela primeira vez a hipótese lexical, Franziska Baumgarten publicou a primeira classificação psicoléxica de termos descritivos de personalidade. Usando dicionários e publicações de caracterologia, Baumgarten identificou 1.093 termos separados na língua alemã usados na descrição da personalidade e dos estados mentais. Embora esse número seja semelhante em tamanho às estimativas alemãs e inglesas oferecidas por pesquisadores anteriores, Gordon Allport e Henry S. Odbert revelaram que isso era uma subestimação severa em um estudo de 1936. Semelhante ao trabalho anterior de ML Perkins, eles usaram o Webster's New International Dictionary como fonte. A partir desta lista de aproximadamente 400.000 palavras, Allport e Odbert identificaram 17.953 termos únicos usados para descrever personalidade ou comportamento.
Este é um dos estudos psicoléxicos mais influentes na história da psicologia dos traços da personalidade. Não só foi a lista mais longa e exaustiva de palavras descritivas de personalidade na época, foi também uma das primeiras tentativas de classificar termos da língua inglesa com o uso de princípios psicológicos. Usando sua lista de quase 18.000 termos, Allport e Odbert os separaram em quatro categorias ou "colunas".

#### Warren Norman
Ao longo da década de 1940, pesquisadores como Raymond Cattell e Donald Fiske usaram a análise fatorial para explorar a estrutura abrangente dos termos de traço na Coluna I de Allport e Odbert. Em vez de confiar nos fatores obtidos por esses pesquisadores, Warren Norman conduziu uma análise independente dos termos de Allport e Odbert em 1963. Apesar de encontrar uma estrutura de cinco fatores semelhante à de Fiske, Norman decidiu retornar à lista original de Allport e Odbert para criar uma taxonomia de termos mais precisa e melhor estruturada. Usando a edição de 1961 do Webster's International Dictionary, Norman adicionou termos relevantes e removeu aqueles da lista de Allport e Odbert que não estavam mais em uso. Isso resultou em uma lista de fontes de aproximadamente 40.000 termos descritivos de características potenciais. Usando essa lista, Norman removeu termos considerados arcaicos ou obsoletos, exclusivamente avaliativos, excessivamente obscuros, específicos de certos dialetos, vagamente relacionados à personalidade ou puramente físicos. Ao fazer isso, Norman reduziu sua lista original para 2.797 termos descritivos de traços únicos. O trabalho de Norman acabaria por servir de base para as explorações de Dean Peabody e Lewis Goldberg dos traços de personalidade dos Cinco Grandes.

## Críticas
Apesar de seu uso generalizado no estudo da personalidade, a hipótese lexical tem sido contestada por uma série de razões. A lista a seguir descreve algumas das principais críticas feitas contra a hipótese lexical e os modelos de personalidade baseados em estudos psicoléxicos.
- Muitos traços de importância psicológica são complexos demais para serem codificados em termos únicos ou usados na linguagem cotidiana.[24] Na verdade, um texto inteiro pode ser a única maneira de capturar e refletir com precisão algumas características importantes da personalidade.[25]
- Os leigos usam termos descritivos de personalidade de maneira ambígua.[26] Da mesma forma, muitos dos termos usados em estudos psicoléxicos são muito ambíguos para serem úteis em um contexto psicológico.[27]
- A hipótese lexical baseia-se em termos que não foram desenvolvidos por especialistas.[23] Como tal, quaisquer modelos desenvolvidos com a hipótese lexical refletem percepções leigas em vez de conhecimento psicológico especializado.[26]
- A linguagem é responsável por uma minoria de comunicação e é inadequada para descrever grande parte da experiência humana.[28]
- Os mecanismos que levaram ao desenvolvimento dos léxicos da personalidade são pouco compreendidos.[7]
- Os termos descritivos da personalidade mudam com o tempo e diferem em significado entre dialetos, idiomas e culturas.[7]